# Cyclisme sur piste aux Jeux olympiques d'été de 2024
Pour un article plus général, voir Cyclisme aux Jeux olympiques d'été de 2024.
Navigation
Tokyo 2020 Los Angeles 2026
Les épreuves de cyclisme sur piste des Jeux olympiques d'été de 2024 se déroulent entre le 5 août et le 11 août 2024 au vélodrome national de Saint-Quentin-en-Yvelines.

## Calendrier
| Épreuve ↓ / Date → | Épreuve ↓ / Date →    | Lun 5 | Lun 5 | Lun 5 | Mar 6 | Mar 6 | Mer 7 | Mer 7 | Jeu 8 | Jeu 8 | Jeu 8 | Jeu 8 | Ven 9 | Ven 9 | Sam 10 | Sam 10 | Dim 11 | Dim 11 | Dim 11 | Dim 11 |
| ------------------ | --------------------- | ----- | ----- | ----- | ----- | ----- | ----- | ----- | ----- | ----- | ----- | ----- | ----- | ----- | ------ | ------ | ------ | ------ | ------ | ------ |
| Hommes             | Keirin                |       |       |       |       |       |       |       |       |       |       |       |       |       | Q      |        | ¼      | ¼      | ½      | F      |
| Hommes             | Vitesse individuelle  |       |       |       |       |       | Q     | Q     | ¼     | ¼     | ¼     | ¼     | ½     | F     |        |        |        |        |        |        |
| Hommes             | Vitesse par équipes   | Q     | Q     | Q     | ½     | F     |       |       |       |       |       |       |       |       |        |        |        |        |        |        |
| Hommes             | Poursuite par équipes | Q     | Q     | Q     | ½     | ½     |       | F     |       |       |       |       |       |       |        |        |        |        |        |        |
| Hommes             | Course à l'américaine |       |       |       |       |       |       |       |       |       |       |       |       |       | F      | F      |        |        |        |        |
| Hommes             | Omnium                |       |       |       |       |       |       |       | S     | T     | E     | P     |       |       |        |        |        |        |        |        |
| Femmes             | Keirin                |       |       |       |       |       | Q     |       | ¼     | ¼     | ½     | F     |       |       |        |        |        |        |        |        |
| Femmes             | Vitesse individuelle  |       |       |       |       |       |       |       |       |       |       |       | Q     | Q     | Q      | ¼      | ½      | ½      | F      | F      |
| Femmes             | Vitesse par équipes   | Q     | ½     | F     |       |       |       |       |       |       |       |       |       |       |        |        |        |        |        |        |
| Femmes             | Poursuite par équipes |       |       |       | Q     | Q     | ½     | F     |       |       |       |       |       |       |        |        |        |        |        |        |
| Femmes             | Course à l'américaine |       |       |       |       |       |       |       |       |       |       |       | F     | F     |        |        |        |        |        |        |
| Femmes             | Omnium                |       |       |       |       |       |       |       |       |       |       |       |       |       |        |        | S      | T      | E      | P      |

| - Q : séries / tours préliminaires - ¼ : quarts de finale - ½ : demi-finales - R : repêchages - F : finales - S : Course scratch - T : Course tempo - E : Course à l'élimination - P : Course aux points |

## Podiums
| Hommes                                    |                                                                                |                                                                                               |                                                                               |
| Keirin résultats détaillés                | Harrie Lavreysen (NED)                                                         | Matthew Richardson (AUS)                                                                      | Matthew Glaetzer (AUS)                                                        |
| Vitesse individuelle résultats détaillés  | Harrie Lavreysen (NED)                                                         | Matthew Richardson (AUS)                                                                      | Jack Carlin (GBR)                                                             |
| Vitesse par équipes résultats détaillés   | Pays-Bas- Roy van den Berg - Harrie Lavreysen - Jeffrey Hoogland               | Grande-Bretagne- Ed Lowe - Hamish Turnbull - Jack Carlin                                      | Australie- Leigh Hoffman - Matthew Richardson - Matthew Glaetzer              |
| Poursuite par équipes résultats détaillés | Australie- Oliver Bleddyn - Sam Welsford - Conor Leahy - Kelland O'Brien       | Grande-Bretagne- Ethan Hayter - Charlie Tanfield - Daniel Bigham - Ethan Vernon - Oliver Wood | Italie- Simone Consonni - Filippo Ganna - Francesco Lamon - Jonathan Milan    |
| Course à l'américaine résultats détaillés | Portugal - Iúri Leitão - Rui Oliveira                                          | Italie - Simone Consonni - Elia Viviani                                                       | Danemark - Niklas Larsen - Michael Mørkøv                                     |
| Omnium résultats détaillés                | Benjamin Thomas (FRA)                                                          | Iúri Leitão (POR)                                                                             | Fabio Van den Bossche (BEL)                                                   |
| Femmes                                    |                                                                                |                                                                                               |                                                                               |
| Keirin résultats détaillés                | Ellesse Andrews (NZL)                                                          | Hetty van de Wouw (NED)                                                                       | Emma Finucane (GBR)                                                           |
| Vitesse individuelle résultats détaillés  | Ellesse Andrews (NZL)                                                          | Lea Sophie Friedrich (GER)                                                                    | Emma Finucane (GBR)                                                           |
| Vitesse par équipes résultats détaillés   | Grande-Bretagne- Katy Marchant - Sophie Capewell - Emma Finucane               | Nouvelle-Zélande- Rebecca Petch - Shaane Fulton - Ellesse Andrews                             | Allemagne- Pauline Grabosch - Emma Hinze - Lea Sophie Friedrich               |
| Poursuite par équipes résultats détaillés | États-Unis- Jennifer Valente - Lily Williams - Chloé Dygert - Kristen Faulkner | Nouvelle-Zélande- Ally Wollaston - Bryony Botha - Emily Shearman - Nicole Shields             | Grande-Bretagne- Elinor Barker - Josie Knight - Anna Morris - Jessica Roberts |
| Course à l'américaine résultats détaillés | Italie - Vittoria Guazzini - Chiara Consonni                                   | Grande-Bretagne - Elinor Barker - Neah Evans                                                  | Pays-Bas - Maike van der Duin - Lisa van Belle                                |
| Omnium résultats détaillés                | Jennifer Valente (USA)                                                         | Daria Pikulik (POL)                                                                           | Ally Wollaston (NZL)                                                          |

## Tableau des médailles
- Pays organisateur (France)

| Rang  | Nation           | Or | Argent | Bronze | Total |
| ----- | ---------------- | -- | ------ | ------ | ----- |
| 1     | Pays-Bas         | 3  | 1      | 2      | 6     |
| 2     | Nouvelle-Zélande | 2  | 2      | 1      | 5     |
| 3     | États-Unis       | 2  | 0      | 0      | 2     |
| 4     | Grande-Bretagne  | 1  | 3      | 3      | 7     |
| 5     | Australie        | 1  | 2      | 2      | 5     |
| 6     | Italie           | 1  | 1      | 1      | 3     |
| 7     | Portugal         | 1  | 1      | 0      | 2     |
| 8     | France           | 1  | 0      | 0      | 1     |
| 9     | Allemagne        | 0  | 1      | 1      | 2     |
| 10    | Pologne          | 0  | 1      | 0      | 1     |
| 11    | Belgique         | 0  | 0      | 1      | 1     |
| 11    | Danemark         | 0  | 0      | 1      | 1     |
| Total | Total            | 12 | 12     | 12     | 36    |